# 臺北市萬華區新和國民小學
臺北市萬華區新和國民小學，簡稱新和國小，位於臺北市萬華區西藏路125巷31號。

## 校史沿革
- 1959年，奉准籌設，6月間於古亭區克難街260號展開校舍工程奠基，9月招收學生上課。首屆學生一年級7班共443人，大多為當地眷村子弟。當時因校舍建築工程尚未完成，故暫借螢橋國小、東園國小等校舍上課。
- 1970年，9月首棟校舍、共計18間教室興建完成，學生始遷回上課。
- 1971年，增建教室12間，班級數增為68班、學生3,865人，學生人數達到校史的空前紀錄。
- 1985年，因校區擴充，遂改設校址於西藏路125巷31號，並擴充校區增建教室40間，但班級數則，減為54班、學生2,100人。
- 2009年，班級數45班、學生數1,037人。
- 2012年，小學部班級數計33班、特殊班1班、幼稚園3班，學生總數達774人。
- 2017年，因校舍老舊又無使用執照及海砂屋校舍，加上周邊軍、國宅紛紛改建，眾多年輕新住戶入住，多年爭取校舍更新終於實現，及新建地下停車場有效改善附近停車問題。

## 校舍整體改建
新和國小校地面積約1.5214公頃，校地被中華路2段416巷分割南、北兩基地，土地面積南北分別為3,135與1,466坪。改建工程分兩階段進行，北基地工程於第一期全部完成，興建地下1層（幼兒園無地下室）及地上4層共1,560坪建物，設置幼兒園與活動中心室內球場。南基地於第一期工程完成教學大樓、圖書館、演藝廳、視聽教室、警衛室、資源回收室及垃圾暫存區，第二期工程建造行政大樓、公有地下停車場（台北市停車管理工程處）、操場及跑道及橫跨2校區天橋，興建之地下3層及地上5層建物面積共有4,825坪。工程總經費為新台幣1,539,463,614元，由台北市教育局分攤72.87%，台北市停車管理工程處分攤27.13%，新建地下3層為台北市停車管理工程處之公有停車場，設汽車停車位304位，機車停車位56位，重機停車位16位，有效改善附近停車位問題。南北基地第一期工程已於2020年1月完工，同年3月底完成搬遷作業。而南基地第二期工程，已於2023年6月竣工，2023年9月拿到使用執照，預計2023年12月2日星期六校慶體育表演會當天全部落成啟用，地下停車場預計2023年12月2日開場，免費試營運到2023年12月31日，2024年1月1日開始收費，汽車及重機30元，機車20元。

## 外部連結
- 臺北市萬華區新和國民小學 （页面存档备份，存于）
- 臺北市政府教育局